# Yuditu
Yuditu (輿地圖, yúdìtú) ist chinesisch und bedeutet im übertragenen Sinne „Reichskarten“, wörtlich „Wagen-Land-Karten“. 
Nachdem Qin Shihuangdi das Reich unter der Fahne von Qin geeinigt hatte (221 v.Chr) begann er, alle verfügbaren Karten des Territoriums zu sammeln. Die damalige Weltvorstellung der Chinesen ließen die Welt als viereckig mit China als Insel im Mittelpunkt erscheinen, deren Randgebiete mit Barbaren bevölkert waren, umgeben von den vier Meeren. Damit ist die Erde der Rumpf des Wagens, der Himmel dagegen das (neunstufigen von acht Säulen getragenen) Dach, weshalb es zur Bildung dieses Wortes gegen Ende des 2. Jh. vor Christus kam. 